# 藤崎祐貴
藤﨑 祐貴（ふじさき ゆうき、1990年5月11日 - ）は、テレビ宮崎 (UMK) のアナウンサー。宮崎県宮崎市出身。
宮崎県立宮崎大宮高等学校、東京理科大学経営学部経営学科を卒業後、2014年4月にテレビ宮崎に入社。

## 人物
趣味は、小学生の頃から続けているテニスと、大学時代に夢中になっていたスノーボード。高校時代には、宮崎県で行われるテニス大会にシングルス・ダブルスともに出場している。
こななと言う名の雌のチワワを飼っている。

## 担当番組
- 朝いちサラダ[3]
- U-doki[1]
- みやざきゲンキTV[1]
- Mスポーツ[1]
- じゃがじゃがサタデー - サブMC[2]
- スポーツ中継 - 実況[7][8]
- のびよ!みやざきっ子
- 火曜ゴールデン よかばん!!
- バズラナイト
- UMKニュース